# The Lemon Pipers
The Lemon Pipers waren eine US-amerikanische Psychedelic-Band der 1960er-Jahre.

## Bandgeschichte

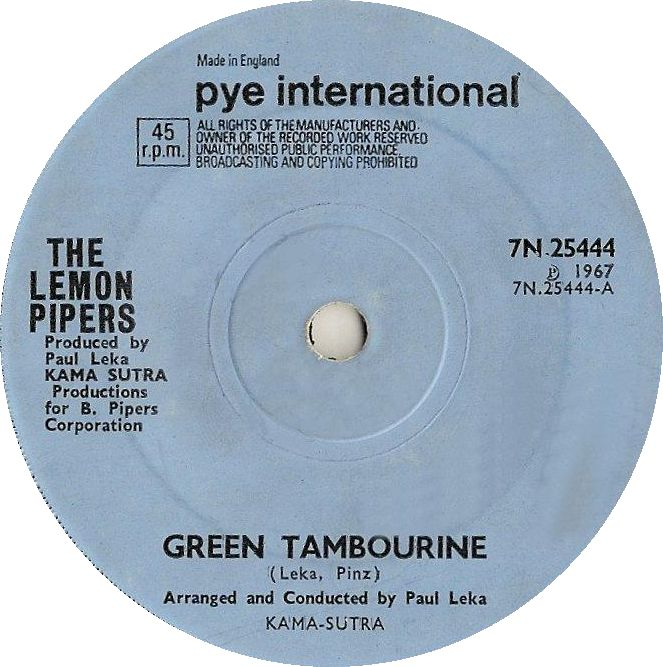
Green Tambourine, britisches Plattendesign

Gegründet wurden sie zunächst unter dem Namen Ivan & the Sabres in Cincinnati/Ohio, USA. Ihre erste Single erschien 1967 und war ein Flop, doch bereits die zweite Scheibe Green Tambourine – der Song wurde von Paul Leka und Shelley Pinz geschrieben und von Paul Leka produziert – wurde ein Millionenseller und Evergreen. Die Single erreichte Platz 1 der US-Singles-Charts, in Großbritannien Platz 7 und in den deutschen Singles-Charts Platz 10.
Danach veröffentlichte die Band noch vier weitere Singles, die jedoch in keinem Land unter die Top 40 kamen. Angesichts dieser Erfolglosigkeit fiel die Band anschließend auseinander.
Der Schlagzeuger Bill Albaugh starb am 20. Januar 1999 im Alter von 53 Jahren. Der Organist der Gruppe, Bob Nave, starb am 28. Januar 2020 im Alter von 75 Jahren.
William Bartlett gehörte 1977 zur Formation Ram Jam (Black Betty).

## Mitglieder
- Ivan Browne (Gesang, Gitarre)
- William Bartlett (Gitarre)
- Robert G. Nave (Keyboard, Tamburin)
- Steven Walmsley (E-Bass)
- William Albaugh (Schlagzeug)

## Diskografie

### Alben
| Jahr | Titel            | Höchstplatzierung, Gesamtwochen, AuszeichnungChartsChartplatzierungen (Jahr, Titel, Platzierungen, Wochen, Auszeichnungen, Anmerkungen) | Anmerkungen |
| Jahr | Titel            | US | Anmerkungen |
| ---- | ---------------- | --- | ----------- |
| 1967 | Green Tambourine | US90 (18 Wo.)US |             |

### Singles
| Jahr | Titel Album                   | Höchstplatzierung, Gesamtwochen, AuszeichnungChartplatzierungen (Jahr, Titel, Album, Platzierungen, Wochen, Auszeichnungen, Anmerkungen) | Höchstplatzierung, Gesamtwochen, AuszeichnungChartplatzierungen (Jahr, Titel, Album, Platzierungen, Wochen, Auszeichnungen, Anmerkungen) | Höchstplatzierung, Gesamtwochen, AuszeichnungChartplatzierungen (Jahr, Titel, Album, Platzierungen, Wochen, Auszeichnungen, Anmerkungen) | Anmerkungen                             |
| Jahr | Titel Album                   | DE | UK | US | Anmerkungen                             |
| ---- | ----------------------------- | --- | --- | --- | --------------------------------------- |
| 1967 | Green Tambourine              | DE10 (10 Wo.)DE | UK7 (11 Wo.)UK | US1 Gold · (13 Wo.)US | Erstveröffentlichung: 17. November 1967 |
| 1968 | Rice Is Nice Green Tambourine | — | UK41 (5 Wo.)UK | US46 (7 Wo.)US | Erstveröffentlichung: 25. Februar 1968  |

Weitere Singles
- 1968: Jelly Jungle
- 1968: Shoeshine Boy
- 1968: Blueberry Blue